# Хевель-Лахиш

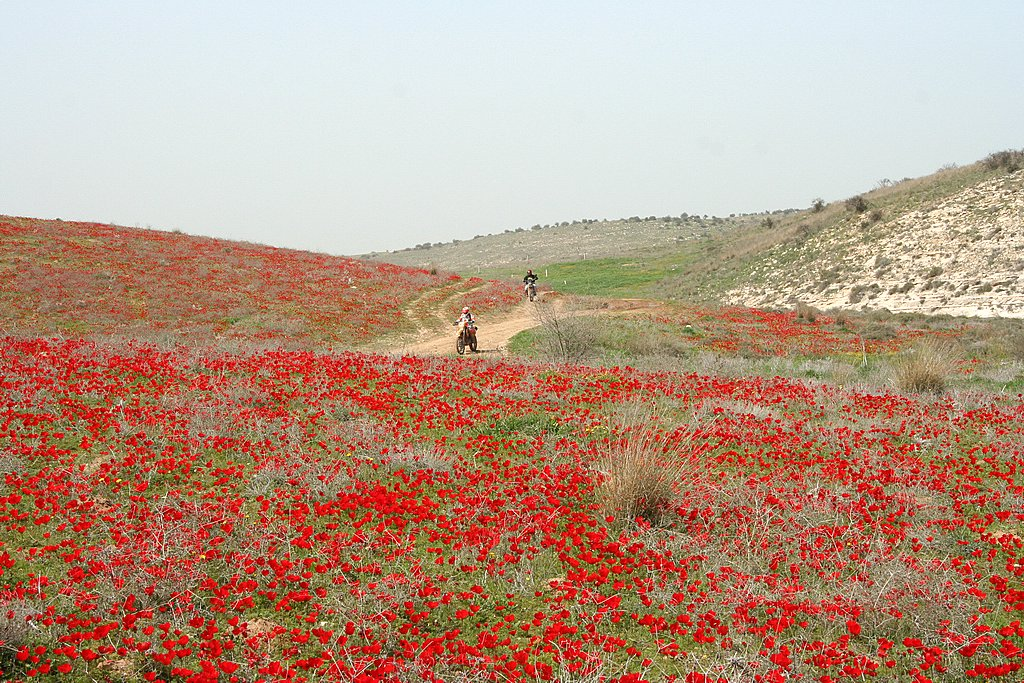
Ветреница корончатая в Хевель-Лакише возле Аматции

Хе́вель-Лахи́ш (ивр. חבל לכיש‎ дословно — «область Лахиш») — область на юге центральной части Израиля, часть южной Шефелы. Расположена между Иудейскими горами и Средиземным морем и названа в честь библейского города Лахиш.

## История

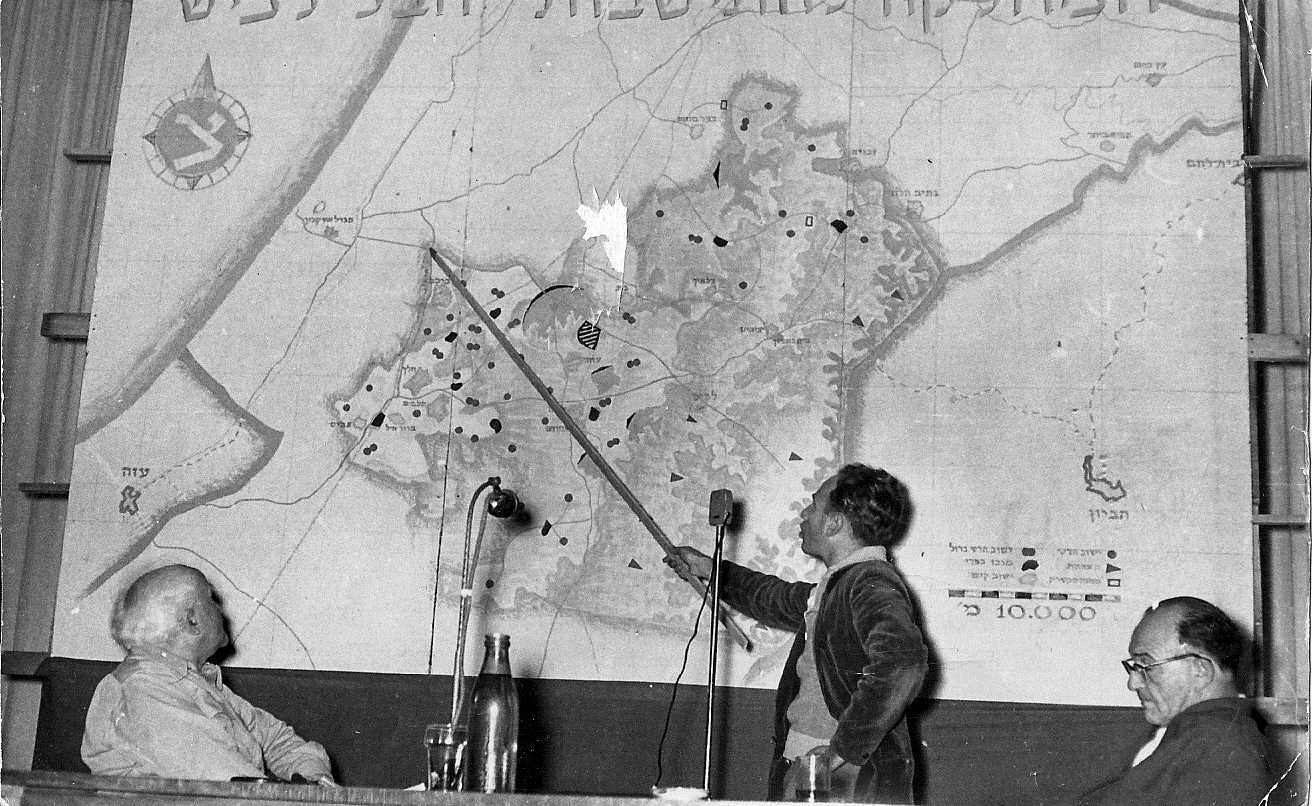
Лова Элиав представляет план «Хевель-Лахиш» Давиду Бен-Гуриону, 1954 год.

В древние времена главная дорога через регион Лахиш пролегала от портового города Газа через Гат, Лахиш, Марешу, Азеку, долину Эла и долину Аялон, а затем поворачивала на восток через подъём Бейт-Хорон к горной дороге и Иерусалиму. Другая дорога шла от Мареши до горной дороги в Хевроне.
Перед арабо-израильской войной 1948 года в этом районе были основаны три кибуца — Гальон, Гат и Негба. В период с 1955 по 1961 год было создано ещё двадцать поселений. Движущей силой развития региона был Лова Элиав.
На территории действуют три региональных совета — Лахиш, Шафир и Йоав — и один городской совет — Кирьят-Гат.

## Население
В в регионе проживает 95 798 человек: 35 217 из них живут в 47 населенный пунктах, а 60 581 — в городе Кирьят-Гат.
В 2006—2012 годах Хевель-Лахиш происходил поселенческий бум, так как он стал основным регионом страны, где поселились эвакуированные из Гуш-Катифа, в основном в населенных пунктах Шекеф, Амация, Шомрия, Бней-Дкалим и Нета.